# Alkazar (Segowia)
Alkazar albo Alkazar w Segowii (hiszp. Alcázar de Segovia, dosł. Zamek w Segowii) – budowla obronna wzniesiona na terenie starego miasta w hiszpańskiej Segowii, położona na skalnym wzniesieniu ponad zbiegiem rzek Eresma i Clamores, w pobliżu gór Sierra de Guadarrama.
Alcázar powstał jako twierdza, ale na przestrzenie lat pełnił także funkcje pałacu królewskiego, więzienia i siedziby szkoły artylerii. Początki jego budowy sięgają czasów panowania arabskiego, pierwsze wzmianki pochodzą jednak z roku 1120, czyli 32 lata po odzyskaniu miasta przez chrześcijan. Według badań archeologicznych wzgórze było używane już w czasach rzymskich.
Pierwsza ważna przebudowa miała miejsce w czasach Alfonsa VIII (1155–1214), który uczynił z twierdzy swoją siedzibę, wtedy zaczęły powstawać obecne kamienne mury obronne.
W czasach średniowiecza alcázar był ulubioną siedzibą władców Kastylii oraz jedną z ważniejszych twierdz w systemie obrony państwa. W 1258 roku Alfons X dokonał kolejnej przebudowy zamku segowijskiego, również panowanie Jana II przyniosło rozbudowę twierdzy, powstała wówczas tzw. Nowa Wieża.
W 1474 roku Segowia była miejscem koronacji Izabeli I na królową Kastylii, natomiast w 1469 roku w zamku segowijskim poślubiła ona Ferdynanda II Aragońskiego. Kolejna przebudowa miała miejsce po ślubie Filipa II z Anną Habsburg w 1570 roku, a siedemnaście lat później ukończony został ogród zamkowy.
Następnie zamek został opuszczony i przeznaczony na potrzeby więzienia, aż do czasu, gdy Karol III w 1762 roku utworzył w nim szkołę artylerii, która działała do pożaru 6 marca 1862, który uszkodził stropy. Już w 1882 roku zamek segowijski został odnowiony, a zniszczenia zostały naprawione. W 1896 roku Alfons XIII przekazał zamek ministerstwu wojny.
Obecnie zamek jest atrakcją turystyczną.

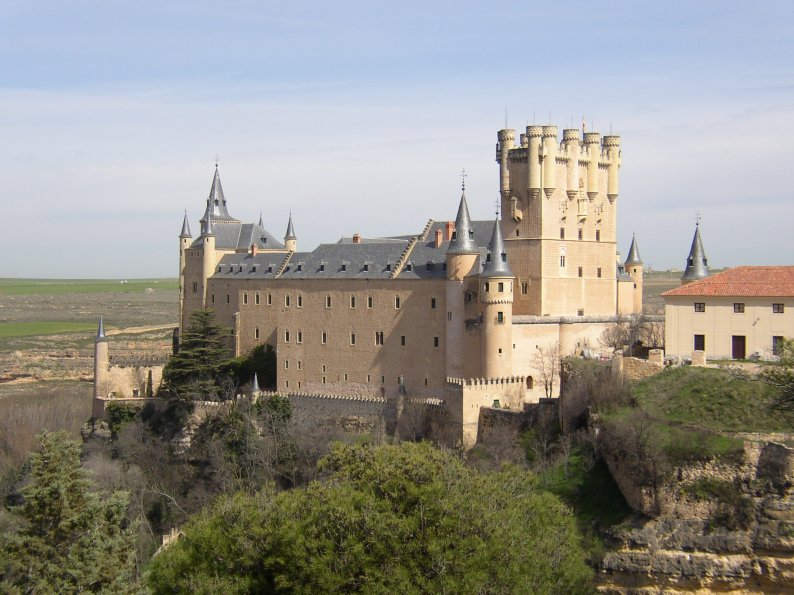
Widok od południa
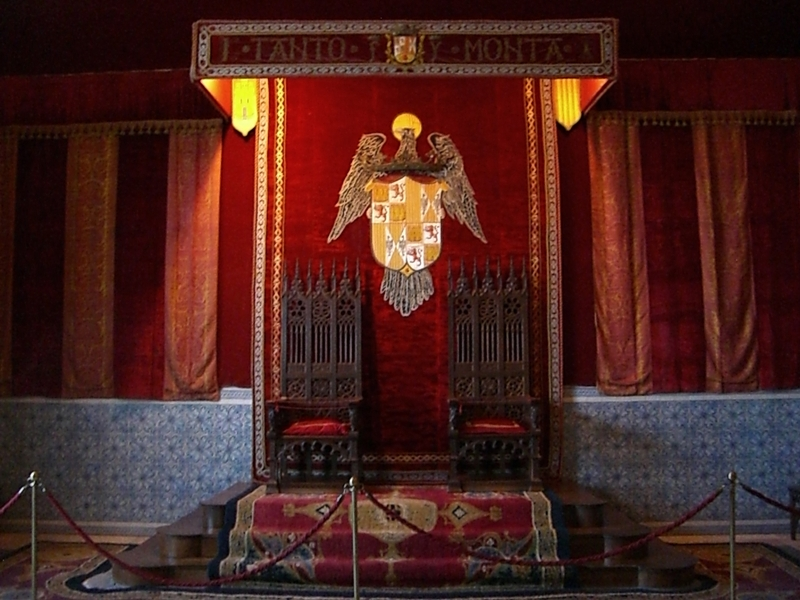
Sala tronowa